# Rop Gonggrijp
Robbert Valentijn Gonggrijp (Amsterdam, 14 februari 1968) is een Nederlandse hacker en medeoprichter van internetprovider XS4ALL.
Gonggrijp was hoofdredacteur van het hackerstijdschrift Hack-Tic (1989-1994) dat hij samen met een ander heeft opgericht. Hij was ervan overtuigd dat internet de samenleving ingrijpend zou veranderen. In 1993 begon hij met Felipe Rodriquez en anderen, internet aan te bieden via een stapel inbelmodems in een huis in de Bijlmer. Door het onverwachte succes besloten zij het niet meer onder de vlag van Hack-Tic te leveren, maar de derde ISP voor consumenten in Nederland op te richten: XS4ALL.
In 1993 organiseerde Gonggrijp (samen met een grote groep hackers/medestanders) het evenement Hacking at the End of the Universe (HEU). De HEU is sterk bepalend geweest voor de daaropvolgende ontwikkeling van het internet in Nederland, niet in de laatste plaats doordat op de HEU het initiatief werd genomen voor het oprichten van De Digitale Stad.
Na zijn vertrek bij XS4ALL startte Gonggrijp in 1998 met ITSX (Information Technology Security eXperts), een bedrijf in computerbeveiliging, dat in 2006 werd overgenomen door Madison Gurkha (tegenwoordig Secura). Sinds 2003 heeft Gonggrijp een bedrijf voor verkoop van de zogeheten GSMK CryptoPhone 100, mobiele telefoons die een beveiligde verbinding tot stand kunnen brengen met gelijksoortige telefoons.
Gonggrijp was een van de initiatiefnemers voor en organisatoren van What the Hack, een opvolger van HEU. In juli 2005 stonden zo'n 2500 bezoekers van dit hackersevenement in Liempde.
Gonggrijp maakt zich ongerust over de voortschrijdende toepassing van computertechnieken in de samenleving waardoor de overheid steeds meer te weten komt waar haar burgers zich zoal ophouden. Op dit moment ziet hij daar nog geen gevaar in maar hij vraagt zich af of een toekomstige overheid daar wel integer mee om zal blijven springen en stelt daarom de vraag of de overheid en de samenleving wel zo ver op computergebied moeten gaan.
Veel aandacht kreeg Gonggrijp in 2006 als initiatiefnemer van "Wij vertrouwen stemcomputers niet". Deze actiegroep was van mening dat de in Nederland gebruikte stemcomputers eenvoudig te compromitteren waren. Volgens haar zijn eerlijke en controleerbare verkiezingen niet te garanderen met de huidige stemcomputers.
 De acties van de groep leidden tot de terugkeer naar het stembiljet en het rode potlood.

## WikiLeaks

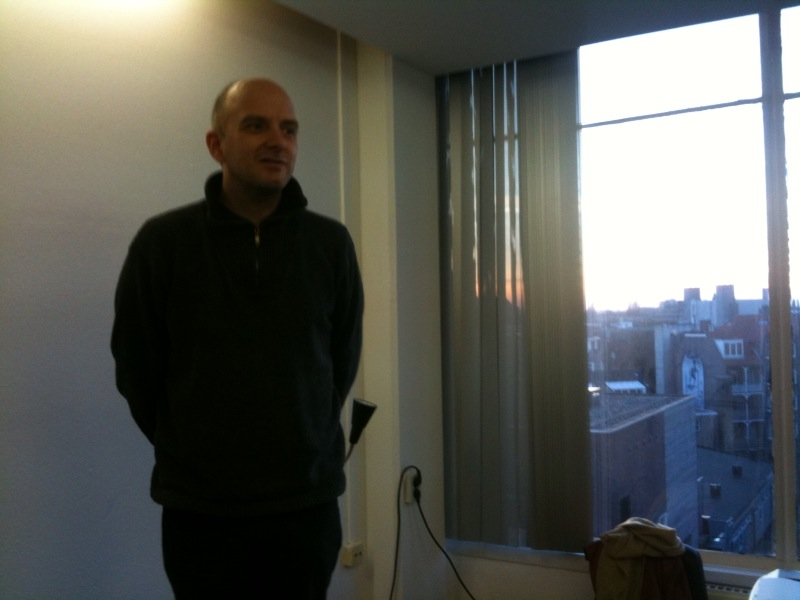
Gonggrijp in 2010

Gonggrijp was betrokken bij de klokkenluiderssite WikiLeaks en heeft geholpen bij het publiceren in april 2010 van Collateral Murder, geruchtmakend videomateriaal van een Amerikaanse luchtaanval in Bagdad (12 juli 2007) waarbij burgers om het leven kwamen, onder wie twee journalisten van Reuters. Op de aftiteling van de video wordt Gonggrijp genoemd als coproducer. De Amerikaanse justitie heeft bij Twitter de persoonlijke gegevens van Gonggrijp opgeëist. Tegelijkertijd werden ook de gegevens van IJslandse politica Birgitta Jónsdóttir opgevraagd door de Amerikaanse justitie. Gonggrijp maakte er geen geheim van dat zijn betrokkenheid bij WikiLeaks beperkt was uit vrees voor justitiële vervolging. Hij wilde met zijn gezin geen vluchtend bestaan leiden. De toenmalige Nederlandse minister van Buitenlandse Zaken Rosenthal sloot in de beantwoording van Kamervragen begin april 2011 niet uit dat bij een Amerikaans verzoek medewerking zou worden verleend aan de uitlevering van Gonggrijp aan de Verenigde Staten.
Ook in 2011 kreeg Gonggrijp een conflict met Twitter wat betreft hun privacybeleid waar een rechter aan te pas moest komen.